# Helen Wicht
Helen Wicht (2002) è una giocatrice di football americano finlandese, che gioca gioca come defensive back per le Turku Trojans..

## Palmarès
- 1 Naisten Vaahteraliiga (Turku Trojans 2024)